# Saison 2017-2018 du Thunder d'Oklahoma City
La saison 2017-2018 du Thunder d'Oklahoma City est la 51e saison de la franchise en National Basketball Association (NBA) et la 10e saison dans la ville d'Oklahoma City.

## Draft
Le Thunder d'Oklahoma City entrent dans la draft 2017 de la NBA avec un choix. 
| Tour | Choix | Joueur            | Poste | Nationalité | Provenance     |
| ---- | ----- | ----------------- | ----- | ----------- | -------------- |
| 1    | 21    | Terrance Ferguson | SG    | États-Unis  | Adelaide 36ers |

## Matchs

### Summer League
| Summer League Total: 2-3 |

| Match | Date match  | Équipe    | Score   | Meilleur marqueur   | Meilleur rebondeur  | Meilleur passeur    | Lieux Spectateurs | Série |
| ----- | ----------- | --------- | ------- | ------------------- | ------------------- | ------------------- | ----------------- | ----- |
| 1     | 1er juillet | Détroit   | V 92-91 | Vincent Hunter (21) | Dakari Johnson (10) | Semaj Christon (8)  | Amway Center      | 1 - 0 |
| 2     | 3 juillet   | New York  | V 99-87 | Josh Huestis (26)   | Josh Huestis (7)    | Daniel Hamilton (9) | Amway Center      | 2 - 0 |
| 3     | 4 juillet   | Charlotte | D 81-95 | Vincent Hunter (16) | Vincent Hunter (10) | Daniel Hamilton (7) | Amway Center      | 2 - 1 |
| 4     | 5 juillet   | Dallas    | D 75-96 | Dakari Johnson (18) | Huestis, Morin (7)  | Semaj Christon (8)  | Amway Center      | 2 - 2 |
| 5     | 6 juillet   | Indiana   | D 80-89 | Semaj Christon (21) | Daniel Hamilton (7) | Daniel Hamilton (8) | Amway Center      | 2 - 3 |

### Pré-saison
| Pré-saison Total: 3-1 (Domicile : 2-1 ; Extérieur : 1-0) |

| Match | Date match | Équipe           | Score    | Meilleur marqueur      | Meilleur rebondeur  | Meilleur passeur       | Lieux Spectateurs       | Série |
| ----- | ---------- | ---------------- | -------- | ---------------------- | ------------------- | ---------------------- | ----------------------- | ----- |
| 1     | 3 octobre  | Houston          | D 97-104 | Carmelo Anthony (19)   | Josh Huestis (7)    | Isaiah Canaan (6)      | BOK Center              | 0 - 1 |
| 2     | 6 octobre  | Nouvelle-Orléans | V 102-91 | Paul George (25)       | Daniel Hamilton (8) | Roberson, Hamilton (5) | Chesapeake Energy Arena | 1 - 1 |
| 3     | 8 octobre  | Melbourne United | V 86-85  | Paul George (22)       | Steven Adams (10)   | Russell Westbrook (7)  | Chesapeake Energy Arena | 2 - 1 |
| 4     | 10 octobre | @ Denver         | V 96-86  | Russell Westbrook (20) | Paul George (11)    | Russell Westbrook (7)  | Pepsi Center            | 3 - 1 |

### Saison régulière
| Saison régulière Total: 48-34 (Domicile : 27-14 ; Extérieur : 21-20) |

| Match | Date match | Équipe      | Score     | Meilleur marqueur       | Meilleur rebondeur     | Meilleur passeur       | Lieux                     | Série |
| ----- | ---------- | ----------- | --------- | ----------------------- | ---------------------- | ---------------------- | ------------------------- | ----- |
| 1     | 19 octobre | New York    | V 105-84  | Paul George (28)        | Russell Westbrook (10) | Russell Westbrook (16) | Chesapeake Energy Arena   | 1 - 0 |
| 2     | 21 octobre | @ Utah      | D 87-96   | Carmelo Anthony (26)    | Russell Westbrook (13) | Russell Westbrook (9)  | Vivint Smart Home Arena   | 1 - 1 |
| 3     | 22 octobre | Minnesota   | D 113-115 | Russell Westbrook (31)  | Steven Adams (13)      | Russell Westbrook (10) | Chesapeake Energy Arena   | 1 - 2 |
| 4     | 25 octobre | Indiana     | V 114-96  | Anthony, Westbrook (28) | Steven Adams (11)      | Russell Westbrook (16) | Chesapeake Energy Arena   | 2 - 2 |
| 5     | 27 octobre | @ Minnesota | D 116-119 | Russell Westbrook (27)  | Adams, Westbrook (8)   | Russell Westbrook (9)  | Target Center             | 2 - 3 |
| 6     | 28 octobre | @ Chicago   | V 101-69  | Carmelo Anthony (21)    | Russell Westbrook (13) | Russell Westbrook (13) | United Center             | 3 - 3 |
| 7     | 31 octobre | @ Milwaukee | V 110-91  | Paul George (20)        | Steven Adams (11)      | Russell Westbrook (9)  | BMO Harris Bradley Center | 4 - 3 |

| Match | Date match  | Équipe        | Score     | Meilleur marqueur      | Meilleur rebondeur     | Meilleur passeur        | Lieux                    | Série  |
| ----- | ----------- | ------------- | --------- | ---------------------- | ---------------------- | ----------------------- | ------------------------ | ------ |
| 8     | 3 novembre  | Boston        | D 94-101  | Paul George (25)       | Carmelo Anthony (14)   | Russell Westbrook (11)  | Chesapeake Energy Arena  | 4 - 4  |
| 9     | 5 novembre  | @ Portland    | D 99-103  | Paul George (27)       | Jerami Grant (7)       | Russell Westbrook (9)   | Moda Center              | 4 - 5  |
| 10    | 7 novembre  | @ Sacramento  | D 86-94   | Russell Westbrook (20) | Russell Westbrook (12) | Russell Westbrook (6)   | Golden 1 Center          | 4 - 6  |
| 11    | 9 novembre  | @ Denver      | D 94-102  | Carmelo Anthony (28)   | Steven Adams (11)      | Roberson, Westbrook (5) | Pepsi Center             | 4 - 7  |
| 12    | 10 novembre | L.A. Clippers | V 120-111 | Paul George (42)       | André Roberson (11)    | Russell Westbrook (8)   | Chesapeake Energy Arena  | 5 - 7  |
| 13    | 12 novembre | Dallas        | V 112-99  | Paul George (37)       | George, Grant (8)      | Trois joueurs (5)       | Chesapeake Energy Arena  | 6 - 7  |
| 14    | 15 novembre | Chicago       | V 92-79   | Russell Westbrook (21) | Anthony, Grant (11)    | Russell Westbrook (7)   | Chesapeake Energy Arena  | 7 - 7  |
| 15    | 17 novembre | @ San Antonio | D 101-104 | Carmelo Anthony (20)   | Russell Westbrook (9)  | Russell Westbrook (9)   | AT&T Center              | 7 - 8  |
| 16    | 20 novembre | @ New Orleans | D 107-114 | Paul George (26)       | Russell Westbrook (16) | Russell Westbrook (12)  | Smoothie King Center     | 7 - 9  |
| 17    | 22 novembre | Golden State  | V 108-91  | Russell Westbrook (34) | Steven Adams (12)      | Russell Westbrook (9)   | Chesapeake Energy Arena  | 8 - 9  |
| 18    | 24 novembre | Détroit       | D 98-99   | Russell Westbrook (27) | Steven Adams (12)      | Russell Westbrook (11)  | Chesapeake Energy Arena  | 8 - 10 |
| 19    | 25 novembre | @ Dallas      | D 81-97   | Russell Westbrook (28) | Russell Westbrook (12) | Paul George (10)        | American Airlines Center | 8 - 11 |
| 20    | 29 novembre | @ Orlando     | D 108-121 | Russell Westbrook (37) | Russell Westbrook (11) | George, Westbrook (5)   | Amway Center             | 8 - 12 |

| Match | Date match   | Équipe         | Score           | Meilleur marqueur      | Meilleur rebondeur     | Meilleur passeur       | Lieux                   | Série   |
| ----- | ------------ | -------------- | --------------- | ---------------------- | ---------------------- | ---------------------- | ----------------------- | ------- |
| 21    | 1er décembre | Minnesota      | V 111-107       | Paul George (36)       | Russell Westbrook (9)  | Russell Westbrook (14) | Chesapeake Energy Arena | 9 - 12  |
| 22    | 3 décembre   | San Antonio    | V 90-87         | Russell Westbrook (22) | Westbrook, Adams (10)  | Russell Westbrook (10) | Chesapeake Energy Arena | 10 - 12 |
| 23    | 5 décembre   | Utah           | V 100-94        | Russell Westbrook (34) | Russell Westbrook (12) | Russell Westbrook (14) | Chesapeake Energy Arena | 11 - 12 |
| 24    | 7 décembre   | @ Brooklyn     | D 95-100        | Russell Westbrook (31) | Steven Adams (14)      | Russell Westbrook (6)  | Arena Ciudad de México  | 11 - 13 |
| 25    | 9 décembre   | @ Memphis      | V 102-101 (OT)  | Anthony, Adams (21)    | Russell Westbrook (11) | Russell Westbrook (14) | FedEx Forum             | 12 - 13 |
| 26    | 11 décembre  | Charlotte      | D 103-116       | Russell Westbrook (30) | Steven Adams (10)      | Russell Westbrook (7)  | Chesapeake Energy Arena | 12 - 14 |
| 27    | 13 décembre  | @ Indiana      | V 100-95        | Steven Adams (23)      | Russell Westbrook (17) | Russell Westbrook (12) | Bankers Life Fieldhouse | 13 - 14 |
| 28    | 15 décembre  | @ Philadelphie | V 119-117 (3OT) | Russell Westbrook (27) | Russell Westbrook (18) | Russell Westbrook (15) | Wells Fargo Center      | 14 - 14 |
| 29    | 16 décembre  | @ New York     | D 96-111        | Russell Westbrook (25) | Paul George (9)        | Russell Westbrook (7)  | Madison Square Garden   | 14 - 15 |
| 30    | 18 décembre  | Denver         | V 95-94         | Russell Westbrook (38) | Russell Westbrook (9)  | Russell Westbrook (6)  | Chesapeake Energy Arena | 15 - 15 |
| 31    | 20 décembre  | Utah           | V 107-79        | Russell Westbrook (24) | Russell Westbrook (10) | Russell Westbrook (7)  | Chesapeake Energy Arena | 16 - 15 |
| 32    | 22 décembre  | Atlanta        | V 120-117       | Russell Westbrook (30) | Steven Adams (10)      | Russell Westbrook (15) | Chesapeake Energy Arena | 17 - 15 |
| 33    | 23 décembre  | @ Utah         | V 103-89        | Russell Westbrook (27) | Russell Westbrook (10) | Russell Westbrook (10) | Vivint Smart Home Arena | 18 - 15 |
| 34    | 25 décembre  | Houston        | V 112-107       | Russell Westbrook (31) | Steven Adams (10)      | Russell Westbrook (11) | Chesapeake Energy Arena | 19 - 15 |
| 35    | 27 décembre  | Toronto        | V 124-107       | Paul George (33)       | André Roberson (10)    | Russell Westbrook (13) | Chesapeake Energy Arena | 20 - 15 |
| 36    | 29 décembre  | Milwaukee      | D 95-97         | Russell Westbrook (40) | Russell Westbrook (14) | Russell Westbrook (9)  | Chesapeake Energy Arena | 20 - 16 |
| 37    | 31 décembre  | Dallas         | D 113-116       | Russell Westbrook (38) | Russell Westbrook (15) | Russell Westbrook (11) | Chesapeake Energy Arena | 20 - 17 |

| Match | Date match | Équipe          | Score     | Meilleur marqueur      | Meilleur rebondeur     | Meilleur passeur       | Lieux                      | Série   |
| ----- | ---------- | --------------- | --------- | ---------------------- | ---------------------- | ---------------------- | -------------------------- | ------- |
| 38    | 3 janvier  | @ L.A. Lakers   | V 133-96  | Ferguson, George (24)  | Josh Huestis (9)       | Russell Westbrook (12) | Staples Center             | 21 - 17 |
| 39    | 4 janvier  | @ L.A. Clippers | V 127-117 | Paul George (31)       | Russell Westbrook (12) | Russell Westbrook (11) | Staples Center             | 22 - 17 |
| 40    | 7 janvier  | @ Phoenix       | D 100-114 | Russell Westbrook (26) | Russell Westbrook (10) | Russell Westbrook (11) | Talking Stick Resort Arena | 22 - 18 |
| 41    | 9 janvier  | Portland        | D 106-117 | George, Westbrook (22) | Russell Westbrook (9)  | Russell Westbrook (12) | Chesapeake Energy Arena    | 22 - 19 |
| 42    | 10 janvier | @ Minnesota     | D 88-104  | Russell Westbrook (38) | Russell Westbrook (10) | Russell Westbrook (5)  | Target Center              | 22 - 20 |
| 43    | 13 janvier | @ Charlotte     | V 101-91  | Russell Westbrook (25) | Steven Adams (11)      | Russell Westbrook (7)  | Spectrum Center            | 23 - 20 |
| 44    | 15 janvier | Sacramento      | V 95-88   | Carmelo Anthony (20)   | Russell Westbrook (16) | Russell Westbrook (9)  | Chesapeake Energy Arena    | 24 - 20 |
| 45    | 17 janvier | L.A. Lakers     | V 114-90  | Carmelo Anthony (27)   | Steven Adams (10)      | Russell Westbrook (7)  | Chesapeake Energy Arena    | 25 - 20 |
| 46    | 20 janvier | @ Cleveland     | V 148-124 | Paul George (36)       | Adams, Anthony (10)    | Russell Westbrook (20) | Quicken Loans Arena        | 26 - 20 |
| 47    | 23 janvier | Brooklyn        | V 109-108 | Russell Westbrook (32) | Steven Adams (14)      | Russell Westbrook (6)  | Chesapeake Energy Arena    | 27 - 20 |
| 48    | 25 janvier | Washington      | V 121-112 | Russell Westbrook (46) | Steven Adams (10)      | Russell Westbrook (6)  | Chesapeake Energy Arena    | 28 - 20 |
| 49    | 27 janvier | @ Détroit       | V 121-108 | Russell Westbrook (31) | Russell Westbrook (11) | Russell Westbrook (13) | Little Caesars Arena       | 29 - 20 |
| 50    | 28 janvier | Philadelphie    | V 122-112 | Russell Westbrook (37) | Steven Adams (13)      | Russell Westbrook (14) | Chesapeake Energy Arena    | 30 - 20 |
| 51    | 30 janvier | @ Washington    | D 96-102  | Paul George (28)       | Steven Adams (12)      | Russell Westbrook (10) | Capital One Arena          | 30 - 21 |

| Match                  | Date match  | Équipe              | Score          | Meilleur marqueur      | Meilleur rebondeur     | Meilleur passeur       | Lieux                    | Série   |
| ---------------------- | ----------- | ------------------- | -------------- | ---------------------- | ---------------------- | ---------------------- | ------------------------ | ------- |
| 52                     | 1er février | @ Denver            | D 124-127      | Paul George (43)       | Russell Westbrook (9)  | Russell Westbrook (21) | Pepsi Center             | 30 - 22 |
| 53                     | 2 février   | La Nouvelle-Orléans | D 100-114      | Steven Adams (23)      | Jerami Grant (12)      | Russell Westbrook (14) | Chesapeake Energy Arena  | 30 - 23 |
| 54                     | 4 février   | L.A. Lakers         | D 104-108      | Russell Westbrook (36) | Carmelo Anthony (13)   | Russell Westbrook (9)  | Chesapeake Energy Arena  | 30 - 24 |
| 55                     | 6 février   | @ Golden State      | V 125-105      | Paul George (38)       | Steven Adams (10)      | Russell Westbrook (9)  | Oracle Arena             | 31 - 24 |
| 56                     | 8 février   | @ L.A. Lakers       | D 81-106       | Paul George (29)       | Adams, George (9)      | Trois joueurs (3)      | Staples Center           | 31 - 25 |
| 57                     | 11 février  | Memphis             | V 110-92       | Paul George (33)       | Steven Adams (9)       | Felton, George (8)     | Chesapeake Energy Arena  | 32 - 25 |
| 58                     | 13 février  | Cleveland           | D 112-120      | Paul George (25)       | Steven Adams (17)      | Russell Westbrook (12) | Chesapeake Energy Arena  | 32 - 26 |
| 59                     | 14 février  | @ Memphis           | V 121-114      | Paul George (28)       | Russell Westbrook (13) | Russell Westbrook (15) | FedExForum               | 33 - 26 |
| NBA All-Star Game 2018 |             |                     |                |                        |                        |                        |                          |         |
| 60                     | 22 février  | @ Sacramento        | V 110-107      | Paul George (26)       | Russell Westbrook (15) | Russell Westbrook (11) | Golden 1 Center          | 34 - 26 |
| 61                     | 24 février  | @ Golden State      | D 80-112       | Russell Westbrook (15) | Russell Westbrook (12) | Russell Westbrook (7)  | Oracle Arena             | 34 - 27 |
| 62                     | 26 février  | Orlando             | V 112-105      | Paul George (26)       | Russell Westbrook (12) | Russell Westbrook (11) | Chesapeake Energy Arena  | 35 - 27 |
| 63                     | 28 février  | @ Dallas            | V 111-110 (OT) | Russell Westbrook (30) | Steven Adams (12)      | Russell Westbrook (7)  | American Airlines Center | 36 - 27 |

| Match | Date match | Équipe        | Score          | Meilleur marqueur      | Meilleur rebondeur     | Meilleur passeur       | Lieux                      | Série   |
| ----- | ---------- | ------------- | -------------- | ---------------------- | ---------------------- | ---------------------- | -------------------------- | ------- |
| 64    | 2 mars     | @ Phoenix     | V 124-116      | Russell Westbrook (43) | Russell Westbrook (14) | Russell Westbrook (8)  | Talking Stick Resort Arena | 37 - 27 |
| 65    | 3 mars     | @ Portland    | D 100-108      | Russell Westbrook (30) | Russell Westbrook (11) | Russell Westbrook (6)  | Moda Center                | 37 - 28 |
| 66    | 6 mars     | Houston       | D 112-122      | Russell Westbrook (32) | Steven Adams (8)       | Russell Westbrook (7)  | Chesapeake Energy Arena    | 37 - 29 |
| 67    | 8 mars     | Phoenix       | V 115-87       | Russell Westbrook (27) | Steven Adams (12)      | Russell Westbrook (9)  | Chesapeake Energy Arena    | 38 - 29 |
| 68    | 10 mars    | San Antonio   | V 104-94       | Russell Westbrook (21) | Russell Westbrook (12) | Russell Westbrook (10) | Chesapeake Energy Arena    | 39 - 29 |
| 69    | 12 mars    | Sacramento    | V 106-101      | Anthony, George (21)   | Russell Westbrook (10) | Russell Westbrook (11) | Chesapeake Energy Arena    | 40 - 29 |
| 70    | 13 mars    | @ Atlanta     | V 119-107      | Russell Westbrook (32) | Russell Westbrook (12) | Russell Westbrook (12) | Chesapeake Energy Arena    | 41 - 29 |
| 71    | 16 mars    | L.A. Clippers | V 121-113      | Corey Brewer (22)      | Steven Adams (14)      | Russell Westbrook (11) | Chesapeake Energy Arena    | 42 - 29 |
| 72    | 18 mars    | @ Toronto     | V 132-125      | Russell Westbrook (37) | Russell Westbrook (13) | Russell Westbrook (14) | Centre Air Canada          | 43 - 29 |
| 73    | 20 mars    | @ Boston      | D 99-100       | Russell Westbrook (27) | Paul George (13)       | Russell Westbrook (7)  | TD Garden                  | 43 - 30 |
| 74    | 23 mars    | Miami         | V 105-99       | Russell Westbrook (29) | Russell Westbrook (13) | Russell Westbrook (8)  | Chesapeake Energy Arena    | 44 - 30 |
| 75    | 25 mars    | Portland      | D 105-108      | Russell Westbrook (23) | Steven Adams (10)      | Russell Westbrook (9)  | Chesapeake Energy Arena    | 44 - 31 |
| 76    | 29 mars    | @ San Antonio | D 99-103       | Paul George (26)       | Steven Adams (13)      | Paul George (6)        | AT&T Center                | 44 - 32 |
| 77    | 30 mars    | Denver        | D 125-126 (OT) | Russell Westbrook (33) | Steven Adams (10)      | Russell Westbrook (13) | Chesapeake Energy Arena    | 44 - 33 |

| Match | Date match | Équipe             | Score     | Meilleur marqueur      | Meilleur rebondeur     | Meilleur passeur       | Lieux                   | Série   |
| ----- | ---------- | ------------------ | --------- | ---------------------- | ---------------------- | ---------------------- | ----------------------- | ------- |
| 78    | 1er avril  | @ Nouvelle-Orléans | V 109-104 | Paul George (27)       | Russell Westbrook (15) | Russell Westbrook (13) | Smoothie King Center    | 45 - 33 |
| 79    | 3 avril    | Golden State       | D 107-111 | Russell Westbrook (44) | Russell Westbrook (16) | Russell Westbrook (6)  | Chesapeake Energy Arena | 45 - 34 |
| 80    | 7 avril    | @ Houston          | V 108-102 | George, Westbrook (24) | Steven Adams (8)       | Russell Westbrook (10) | Toyota Center           | 46 - 34 |
| 81    | 9 avril    | @ Miami            | V 115-93  | Paul George (27)       | Russell Westbrook (18) | Russell Westbrook (13) | American Airlines Arena | 47 - 34 |
| 82    | 11 avril   | Memphis            | V 137-123 | Paul George (40)       | Russell Westbrook (20) | Russell Westbrook (19) | Chesapeake Energy Arena | 48 - 34 |

### Playoffs
| Saison régulière Total: 2-4 (Domicile : 2-1 ; Extérieur : 0-3) |

| Match | Date match | Équipe | Score     | Meilleur marqueur      | Meilleur rebondeur     | Meilleur passeur       | Lieux Spectateurs       | Série |
| ----- | ---------- | ------ | --------- | ---------------------- | ---------------------- | ---------------------- | ----------------------- | ----- |
| 1     | 15 avril   | Utah   | V 116-108 | Paul George (36)       | Russell Westbrook (13) | Russell Westbrook (8)  | Chesapeake Energy Arena | 1 - 0 |
| 2     | 18 avril   | Utah   | D 95-102  | Russell Westbrook (19) | Paul George (10)       | Russell Westbrook (13) | Chesapeake Energy Arena | 1 - 1 |
| 3     | 21 avril   | @ Utah | D 102-115 | Paul George (23)       | Russell Westbrook (11) | Russell Westbrook (9)  | Vivint Smart Home Arena | 1 - 2 |
| 4     | 23 avril   | @ Utah | D 96-113  | Paul George (32)       | Russell Westbrook (14) | Russell Westbrook (3)  | Vivint Smart Home Arena | 1 - 3 |
| 5     | 25 avril   | Utah   | V 107-99  | Russell Westbrook (45) | Russell Westbrook (15) | Russell Westbrook (7)  | Chesapeake Energy Arena | 2 - 3 |
| 6     | 27 avril   | @ Utah | D 91-96   | Russell Westbrook (46) | Steven Adams (16)      | Paul George (8)        | Vivint Smart Home Arena | 2 - 4 |

### Confrontations en saison régulière
| Conférence Est      | Conférence Est                               | Conférence Est                               | Conférence Ouest                             | Conférence Ouest                             | Conférence Ouest                             | Conférence Ouest                             | Conférence Ouest                             |
| Division Atlantique | Division Atlantique                          | Division Atlantique                          | Division Nord-Ouest                          | Division Nord-Ouest                          | Division Nord-Ouest                          | Division Nord-Ouest                          | Division Nord-Ouest                          |
| Équipe              | Domicile                                     | Extérieur                                    | Équipe                                       | Domicile                                     | Domicile                                     | Extérieur                                    | Extérieur                                    |
| ------------------- | -------------------------------------------- | -------------------------------------------- | -------------------------------------------- | -------------------------------------------- | -------------------------------------------- | -------------------------------------------- | -------------------------------------------- |
| Boston              | 94-101                                       | 99-100                                       | Denver                                       | 95-94                                        | 125-126 (OT)                                 | 94-102                                       | 124-127                                      |
| Brooklyn            | 109-108                                      | 95-100                                       | Minnesota                                    | 113-115                                      | 111-107                                      | 116-119                                      | 88-104                                       |
| New York            | 105-84                                       | 96-111                                       |                                              |                                              |                                              |                                              |                                              |
| Philadelphie        | 122-112                                      | 119-117 (3OT)                                | Portland                                     | 106-117                                      | 105-108                                      | 99-103                                       | 100-108                                      |
| Toronto             | 124-107                                      | 132-125                                      | Utah                                         | 100-94                                       | 107-79                                       | 87-96                                        | 103-89                                       |
|                     | 4–1                                          | 2–3                                          |                                              | 4–4                                          | 4–4                                          | 1–7                                          | 1–7                                          |
| Division            | 6–4                                          | 6–4                                          | Division                                     | 5–11                                         | 5–11                                         | 5–11                                         | 5–11                                         |
| Division Atlantique | Division Atlantique                          | Division Atlantique                          | Division Nord-Ouest                          | Division Nord-Ouest                          | Division Nord-Ouest                          | Division Nord-Ouest                          | Division Nord-Ouest                          |
| Équipe              | Domicile                                     | Extérieur                                    | Équipe                                       | Domicile                                     | Domicile                                     | Extérieur                                    | Extérieur                                    |
| Chicago             | 92-79                                        | 101-69                                       | Golden State                                 | 108-91                                       | 107-111                                      | 125-105                                      | 80-112                                       |
| Cleveland           | 112-120                                      | 148-124                                      | L.A. Clippers                                | 120-111                                      | 121-113                                      | 127-117                                      |                                              |
| Detroit             | 98-99                                        | 121-108                                      | L.A. Lakers                                  | 114-90                                       | 104-108                                      | 133-96                                       | 81-106                                       |
| Indiana             | 114-96                                       | 100-95                                       | Phoenix                                      | 115-87                                       |                                              | 100-114                                      | 124-116                                      |
| Milwaukee           | 95-97                                        | 110-91                                       | Sacramento                                   | 95-88                                        | 106-101                                      | 86-94                                        | 110-107                                      |
|                     | 2–3                                          | 5–0                                          |                                              | 7–2                                          | 7–2                                          | 5–4                                          | 5–4                                          |
| Division            | 7–3                                          | 7–3                                          | Division                                     | 12–6                                         | 12–6                                         | 12–6                                         | 12–6                                         |
| Division Atlantique | Division Atlantique                          | Division Atlantique                          | Division Nord-Ouest                          | Division Nord-Ouest                          | Division Nord-Ouest                          | Division Nord-Ouest                          | Division Nord-Ouest                          |
| Équipe              | Domicile                                     | Extérieur                                    | Équipe                                       | Domicile                                     | Domicile                                     | Extérieur                                    | Extérieur                                    |
| Atlanta             | 120-117                                      | 119-107                                      | Dallas                                       | 112-99                                       | 113-116                                      | 81-97                                        | 110-110 (OT)                                 |
| Charlotte           | 103-116                                      | 101-91                                       | Houston                                      | 112-107                                      | 112-122                                      | 108-102                                      |                                              |
| Miami               | 105-99                                       | 115-93                                       | Memphis                                      | 110-92                                       | 137-123                                      | 102-101 (OT)                                 | 121-114                                      |
| Orlando             | 112-105                                      | 108-121                                      | La Nouvelle-Orléans                          | 100-114                                      |                                              | 107-114                                      | 109-104                                      |
| Washington          | 121-112                                      | 96-102                                       | San Antonio                                  | 90-87                                        | 104-94                                       | 101-104                                      | 99-103                                       |
|                     | 4–1                                          | 3–2                                          |                                              | 6–3                                          | 6–3                                          | 5–4                                          | 5–4                                          |
| Division            | 7–3                                          | 7–3                                          | Division                                     | 11–7                                         | 11–7                                         | 11–7                                         | 11–7                                         |
| Conférence          | 20-10 (Domicile : 10–5 ; Extérieur : 10–5)   | 20-10 (Domicile : 10–5 ; Extérieur : 10–5)   | Conférence                                   | 28–24 (Domicile : 17–9 ; Extérieur : 11–15)  | 28–24 (Domicile : 17–9 ; Extérieur : 11–15)  | 28–24 (Domicile : 17–9 ; Extérieur : 11–15)  | 28–24 (Domicile : 17–9 ; Extérieur : 11–15)  |
| Total               | 48–34 (Domicile : 27–14 ; Extérieur : 21–20) | 48–34 (Domicile : 27–14 ; Extérieur : 21–20) | 48–34 (Domicile : 27–14 ; Extérieur : 21–20) | 48–34 (Domicile : 27–14 ; Extérieur : 21–20) | 48–34 (Domicile : 27–14 ; Extérieur : 21–20) | 48–34 (Domicile : 27–14 ; Extérieur : 21–20) | 48–34 (Domicile : 27–14 ; Extérieur : 21–20) |

## Effectif
| Oklahoma City Thunder Effectif en fin de saison régulière |    |                                |                      |                                  |
| Entraîneur : Billy Donovan                                |    |                                |                      |                                  |
| Arrière, Ailier                                           | 8  | Drapeau de l'Espagne           | Álex Abrines         | Espagne                          |
| Pivot                                                     | 12 | Drapeau de la Nouvelle-Zélande | Steven Adams         | Pittsburgh                       |
| Ailier                                                    | 7  | Drapeau des États-Unis         | Carmelo Anthony      | Syracuse                         |
| Ailier                                                    | 3  | Drapeau des États-Unis         | Corey Brewer         | Floride                          |
| Ailier fort, Pivot                                        | 4  | Drapeau des États-Unis         | Nick Collison        | Kansas                           |
| Meneur, Arrière                                           | 35 | Drapeau des États-Unis         | P. J. Dozier (TW)    | Caroline du Sud                  |
| Meneur                                                    | 2  | Drapeau des États-Unis         | Raymond Felton       | Caroline du Nord                 |
| Arrière                                                   | 23 | Drapeau des États-Unis         | Terrance Ferguson    | Advanced Prep International (TX) |
| Ailier, Arrière                                           | 13 | Drapeau des États-Unis         | Paul George          | Fresno State                     |
| Ailier, Ailier fort                                       | 9  | Drapeau des États-Unis         | Jerami Grant         | Syracuse                         |
| Arrière, Ailier                                           | 25 | Drapeau des États-Unis         | Daniel Hamilton (TW) | Connecticut                      |
| Ailier                                                    | 34 | Drapeau des États-Unis         | Josh Huestis         | Stanford                         |
| Pivot                                                     | 44 | Drapeau des États-Unis         | Dakari Johnson       | Kentucky                         |
| Pivot, Ailier fort                                        | 54 | Drapeau des États-Unis         | Patrick Patterson    | Kentucky                         |
| Ailier, Arrière                                           | 21 | Drapeau des États-Unis         | André Roberson       | Colorado                         |
| Ailier                                                    | 15 | Drapeau des États-Unis         | Kyle Singler         | Duke                             |
| Meneur                                                    | 0  | Drapeau des États-Unis         | Russell Westbrook    | UCLA                             |
| (C) - Capitaine, (TW) - Two-way contract, - Blessé        |    |                                |                      |                                  |

## Transactions

### Échanges
| 6 juillet 2017    | A Thunder d'Oklahoma CityPaul George     | A Pacers de l'IndianaVictor Oladipo Domantas Sabonis                     |
| 23 septembre 2017 | A Thunder d'Oklahoma CityCarmelo Anthony | A Knicks de New YorkEnes Kanter Doug McDermott Second tour de draft 2018 |

### Re-Signent
| Date       | Joueur            | Contrat                                                                          |
| ---------- | ----------------- | -------------------------------------------------------------------------------- |
| 14/07/2017 | André Roberson    | Contrat de 30 000 000 $ sur 3 ans.                                               |
| 21/07/2017 | Nick Collison     | Contrat de 2 328 652 $ sur 1 an.                                                 |
| 29/09/2017 | Russell Westbrook | Extension de contrat de 205 000 000 $ sur 5 ans à partir de la saison 2018-2019. |

### Options dans les contrats
| Date       | Joueur       | Option                                                                             |
| ---------- | ------------ | ---------------------------------------------------------------------------------- |
| 31/10/2017 | Josh Huestis | Oklahoma City décline son option d'équipe de 2 240 000 $ pour la saison 2018-2019. |

### Arrivés
| Date       | Joueur            | Contrat                           | Provenance                          |
| ---------- | ----------------- | --------------------------------- | ----------------------------------- |
| 10/07/2017 | Raymond Felton    | Contrat de 2 300 000 $ sur 1 an   | Clippers de Los Angeles             |
| 10/07/2017 | Patrick Patterson | Contrat de 16 360 000 $ sur 3 ans | Raptors de Toronto                  |
| 22/07/2017 | Dakari Johnson    | Contrat de 2 190 000 $ sur 2 ans  | Blue d'Oklahoma City (NBA G League) |
| 29/07/2017 | Terrance Ferguson | Contrat de 3 900 000 $ sur 2 ans  | Adelaide 36ers                      |
| 03/03/2018 | Corey Brewer      | Contrat de 526,000 $ sur 1 an     | Lakers de Los Angeles               |

#### Two-way contract
| Date       | Joueur          | Provenance                          |
| ---------- | --------------- | ----------------------------------- |
| 03/28/2017 | Daniel Hamilton | Blue d'Oklahoma City (NBA G League) |
| 17/10/2017 | P. J. Dozier    | Gamecocks de la Caroline du Sud     |

### Départs
| Date       | Joueur      | Raison départ | Nouvelle équipe ¹         |
| ---------- | ----------- | ------------- | ------------------------- |
| 01/07/2017 | Taj Gibson  | Agent libre   | Timberwolves du Minnesota |
| 01/07/2017 | Norris Cole | Agent libre   | Maccabi Tel-Aviv          |

¹ Il s'agit de l’équipe pour laquelle le joueur a signé après son départ, il a pu entre-temps changer d'équipe ou encore de pays.

#### Non retenu après les camps entraînements
| Date       | Joueur         | Nouvelle équipe                     |
| ---------- | -------------- | ----------------------------------- |
| 11/10/2017 | Bryce Alford   | Blue d'Oklahoma City (NBA G League) |
| 11/10/2017 | Markel Brown   | Blue d'Oklahoma City (NBA G League) |
| 11/10/2017 | Rashawn Thomas | Blue d'Oklahoma City (NBA G League) |
| 14/10/2017 | Isaiah Canaan  | Rockets de Houston                  |
| 14/10/2017 | Semaj Christon | Foshan Dralions                     |
| 14/10/2017 | Yannis Morin   | Blue d'Oklahoma City (NBA G League) |
| 14/10/2017 | Chris Wright   | Blue d'Oklahoma City (NBA G League) |

### Joueurs "agents libres" à la fin de la saison
| Joueur         | Fin de saison |
| -------------- | ------------- |
| Corey Brewer   | Agent libre   |
| Nick Collison  | Agent libre   |
| Raymond Felton | Agent libre   |
| Jerami Grant   | Agent libre   |
| Josh Huestis   | Agent libre   |

## Récompenses
| Date        | Joueur            | Récompense                                     |
| ----------- | ----------------- | ---------------------------------------------- |
| 25 décembre | Russell Westbrook | Joueur de la semaine dans la conférence Ouest. |
| Décembre    | Russell Westbrook | Joueur du mois dans la conférence Ouest.       |
| 18 février  | Paul George       | ☆ All-Star 2018 ☆                              |
| 18 février  | Russell Westbrook | ☆ All-Star 2018 ☆                              |
| 19 mars     | Russell Westbrook | Joueur de la semaine dans la conférence Ouest. |
| 24 mai      | Russell Westbrook | All-NBA Second Team.                           |
| 24 mai      | Paul George       | All-NBA Third Team.                            |